# Cantique (Boulanger)
Pour les articles homonymes, voir Cantique (homonymie).
Cantique est une mélodie pour voix et piano ou orchestre de Nadia Boulanger composée en 1909 sur un poème de Maurice Maeterlinck.

## Composition
La composition de Cantique est achevée début 1909. La mélodie est écrite sur un poème de Maurice Maeterlinck extrait de Sœur Béatrice (Bruxelles, E. Deman, 1901-1902).
L'incipit de l'œuvre est : « À toute âme qui pleure, à tout péché qui passe ».
La mélodie existe dans une version pour chant et piano ainsi qu'une pour chant et orchestre. Le manuscrit autographe de la version chant et piano n'a pas été retrouvé. Le conducteur de l'orchestration de Nadia Boulanger est conservé au Musée de la musique. L'instrumentation de cette version est : 2 flûtes, 2 hautbois, 2 clarinettes, 1 basson, 2 cors, harpe et cordes.

## Édition
La partition pour chant et piano est publiée par J. Hamelle en 1909. Elle existe sous deux cotages, J.5856.H., dans la tonalité de la bémol majeur, et J.5867.H., dans la tonalité de fa majeur. Cette dernière version porte une dédicace à Rodolphe Plamondon.
La partition est rééditée en fac-similé de l'édition Hamelle par Da Capo Press (New York, 1985).
En 2003, la mélodie, dans le ton de fa majeur, connaît une nouvelle édition en volume chez Alphonse Leduc, au sein du recueil Mélodies pour voix moyenne (vol. 1).

## Création
Dans sa version pour chant et piano, Cantique est créé le 19 février 1909 à Paris lors d'un concert « Five O'clock du Figaro », par Rodolphe Plamondon (chant) et Nadia Boulanger (piano), sous le titre Trois Mélodies inédites, avec Ce sont encore tes yeux et Pour Elle. La mélodie est reprise le 27 novembre 1909 chez Madame Boulanger (36 rue Ballu), par Jules Tordo et Nadia Boulanger, puis le 13 février 1910 par Rodolphe Plamondon et Nadia Boulanger, au théâtre des Arts, lors d'une série des concerts du dimanche des Grands concerts Symphonia, avec Prière.
La version pour chant et orchestre est donnée en première audition à La Roche-sur-Yon le 17 avril 1912 par M. Capitaine, sous la direction de la compositrice, avec Prière et Les Heures claires. La mélodie est notamment reprise le 10 décembre 1915 lors d'une matinée exceptionnelle pour « Le Vestiaire du blessé », à Paris, au théâtre Sarah Bernhardt, sous la direction de la compositrice (avec Soir d'hiver), puis le 12 décembre 1915 par Fernand Francell et l'Orchestre de la Société des concerts du Conservatoire, sous la direction d'Henri Rabaud, au grand amphithéâtre de la Sorbonne (avec Soir d'hiver).

## Commentaires
« Lumineux » pour la musicienne et musicologue Anne de Fornel, Cantique est d'une durée indicative d'exécution de deux minutes vingt.
Dans le catalogue des œuvres de Nadia Boulanger établi par la musicologue Alexandra Laederich, la pièce porte le numéro NB 31.
Cantique a été transcrit par la compositrice pour voix, violon, violoncelle, harpe et orgue sous le titre Lux aeterna (NB 32).

## Discographie
- Nadia Boulanger : Lieder und Kammermusik, Melinda Paulsen (en) (mezzo-soprano) et Angela Gassenhuber (piano), Troubadisc TRO-CD 01407, 1993[5] — premier enregistrement mondial.
- Mademoiselle - Première Audience : Unknown Music of Nadia Boulanger, Alek Shrader (ténor) et Lucy Mauro (piano), Delos DE 3496, 2 CD, 2017[6].
- Les heures claires : The Complete Songs : Nadia & Lili Boulanger, Lucile Richardot (mezzo-soprano) et Anne de Fornel (piano), Harmonia Mundi HMM 902356.58, 3 CD, 2023[7].